# Andreas Predöhl

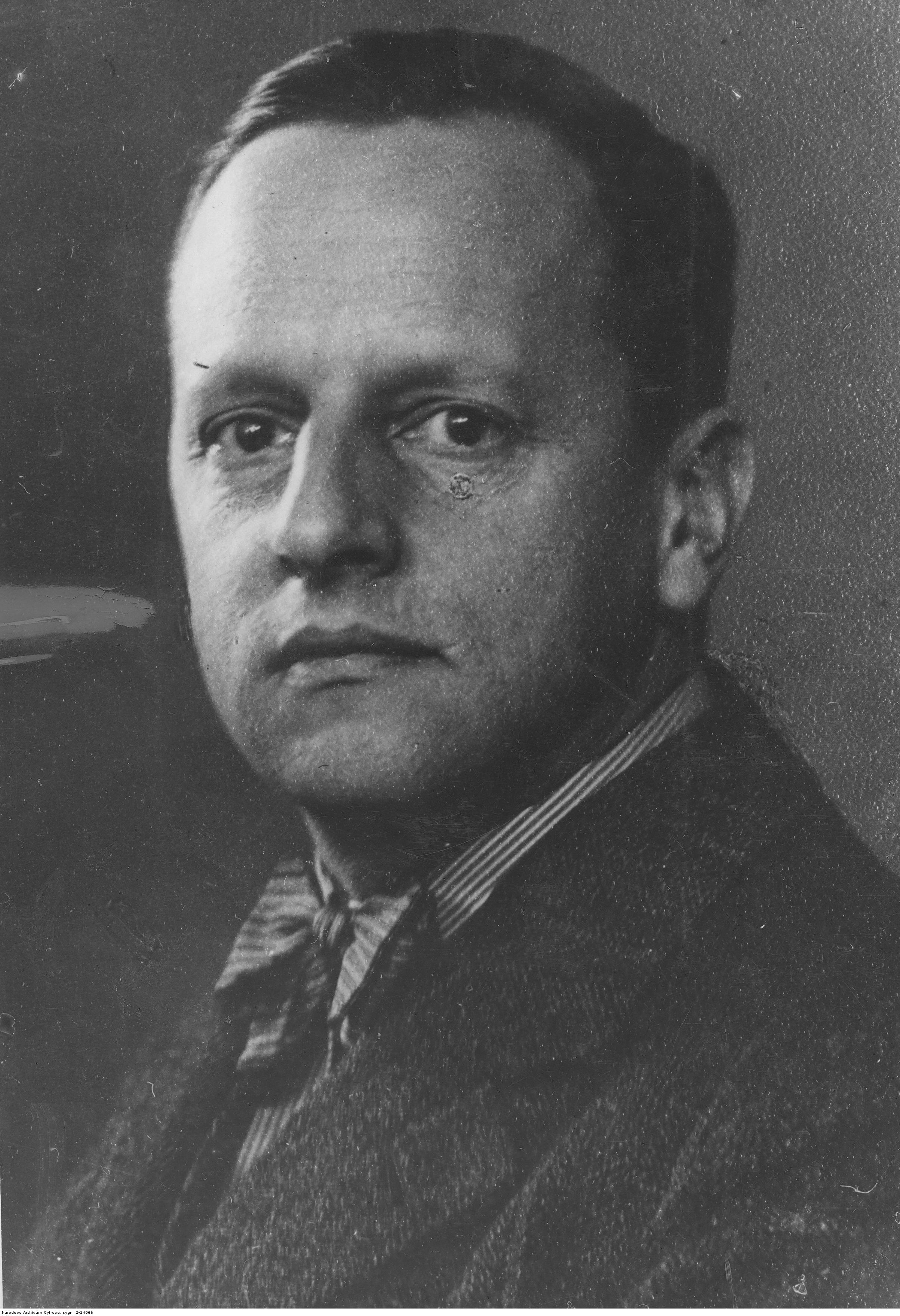
Andreas Predöhl, 1942.

Andreas Predöhl (* 26. Oktober 1893 in Hamburg; † 18. Juli 1974 in Münster) war ein deutscher Ökonom und Hochschullehrer.

## Leben
Andreas Predöhl war der Sohn des ehemaligen Bürgermeisters von Hamburg Max Predöhl und seiner Frau Clara geb. Amsinck. Er besuchte die Gelehrtenschule des Johanneums in Hamburg. Von 1912 bis 1914 studierte er an der Friedrich-Wilhelms-Universität zu Berlin und der Rheinischen Friedrich-Wilhelms-Universität Bonn Rechtswissenschaft. Zu Beginn des Ersten Weltkrieges diente er zunächst als Leutnant d. R im Husaren-Regiment „König Wilhelm I.“ (1. Rheinisches) Nr. 7. 1915 wechselte er von der Kavallerie zur Fliegertruppe. Als Flugzeugführer in der Fernaufklärung an der Westfront erhielt er neben beiden Klassen des Eisernen Kreuzes das Ritterkreuz des Königlichen Hausordens von Hohenzollern mit Schwertern.
Nach dem Krieg studierte er weiter Jura, dazu noch Wirtschaftswissenschaften an der Christian-Albrechts-Universität zu Kiel. 1918 schloss er sich dem Corps Palatia Bonn an. Es folgten die Promotion 1921 bei Bernhard Harms und die Habilitation (1924) in Kiel. Von 1921 bis 1923 war er Mitglied der SPD. Zwischen 1921 und 1930 war er Assistent am Institut für Weltwirtschaft und Seeverkehr an der Uni Kiel. Zwischen 1925 und 1928 wurde Predöhl als Fellow der Rockefeller Foundation beurlaubt und unternahm Studienreisen in England, den USA und Kanada.
Mit 37 Jahren erhielt Predöhl im Jahr 1930 eine ordentliche Professur an der Handelshochschule Königsberg und machte eine Forschungsreise durch die Sowjetunion. Zwei Jahre später, im April 1932, wurde er auf eine ordentliche Professur für Staatswissenschaften, insbesondere Verkehrswirtschaft, an die Universität Kiel zurückgerufen. Als Dekan der Rechts- und Staatswissenschaftlichen Fakultät beteiligte Predöhl sich im Sommersemester 1933 sowie im Wintersemester 1933/34 an der Auswechslung vertriebener jüdischstämmiger und bekennend demokratischer Hochschulmitarbeiter und Hochschulmitarbeiterinnen. Im März 1934 wurde er kommissarischer, im Juli 1934 dann geschäftsführender Direktor des Instituts für Weltwirtschaft. Er folgte damit dem seinerzeit noch glühenden Nationalsozialisten Jens Jessen nach, der 1933 die Leitung übernommen hatte, wegen NS-Interner Konflikte jedoch Anfang 1934 bereits wieder abgesetzt wurde. Am 19. Juni 1937 beantragte Predöhl die Aufnahme in die NSDAP und wurde rückwirkend zum 1. Mai desselben Jahres aufgenommen (Mitgliedsnummer 4.420.741). Nachdem er 1934/35 stellvertretender Prorektor gewesen war, wurde er am 21. November 1941 Rektor der Universität Kiel ernannt und blieb es bis zum 10. April 1945. Als Rektor leitete Predöhl auch die Kieler Hochschularbeitsgemeinschaft für Raumforschung. Daneben beteiligte er sich als Leiter der Sparte Nationalökonomie am Kriegseinsatz der Geisteswissenschaften. 1944 gehörte er zur Führungsspitze des Nationalsozialistischen Deutschen Dozentenbundes. Zu seinen weiteren Funktionen während des Zweiten Weltkriegs gehörten der stellvertretende Vorsitz des Wissenschaftlichen Beirats der Gesellschaft für Wirtschaftsplanung und Großraumwirtschaft, die Mitgliedschaft im Wissenschaftlichen Rat des Zentralforschungsinstitut für nationale Wirtschaftsordnung und Großraumwirtschaft, die Mitgliedschaft im Vorstand der Deutschen Weltwirtschaftlichen Gesellschaft e. V. und die ständige Mitgliedschaft im Verkehrswissenschaftlichen Forschungsrat beim Reichsverkehrsministerium.
Nach Ende des Zweiten Weltkriegs blieb Predöhl zunächst Professor für wirtschaftliche Staatswissenschaften und Direktor des Instituts für Weltwirtschaft in Kiel. Am 1. Dezember 1945 wurde er vom Rektor Hans Gerhard Creutzfeldt auf Anweisung der britischen Militärbehörden entlassen. An der Universität wurde ihm jedoch eine Stelle offengehalten, und so konnte er dort ab Dezember 1947 wieder als Professor tätig werden. 1953 wechselte er an die Westfälische Wilhelms-Universität Münster, als Direktor des Instituts für Verkehrswissenschaft. Für das akademische Jahr 1961/62 wurde er zum Rektor der WWU gewählt. Er saß im Hauptausschuss der Deutschen Forschungsgemeinschaft und im wissenschaftlichen Beirat des Bundesverkehrsministeriums. Daneben war er seit 1952 einer der Herausgeber des Handwörterbuchs für Sozialwissenschaft. Außerdem war er Mitherausgeber der Buchreihe Grundriß der Sozialwissenschaft und der Zeitschrift Jahrbuch für Sozialwissenschaft. Nach seiner Emeritierung berief man ihn 1965 zum 1. Direktor des Deutschen Übersee-Instituts in Hamburg. Er behielt diese Funktion bis 1969.
Predöhl war seit 1922 mit Emma Predöhl (1867–1960) verheiratet. Die Ehe blieb kinderlos.

## Werk
Andreas Predöhl beschrieb 1925 das Substitutionsprinzip in der Allgemeinen Gleichgewichtstheorie. Damit legte er die theoretische Grundlage für das Ersetzen eines Standortfaktors durch einen anderen. So kann etwa Arbeit durch Kapital oder Boden aufgewogen werden. Dieser Gedanke wurde von Walter Isard 1956 aufgegriffen und mit Alfred Webers Standorttheorien verbunden. Predöhl gab mit dem Staatsrechtler Ernst Rudolf Huber und seinem Kollegen Hermann Bente zwischen 1934 und 1944 die traditionsreiche Zeitschrift für die gesamte Staatswissenschaft sowie die Reihe Grundzüge der Rechts- und Wirtschaftswissenschaft heraus. In einem nationalsozialistischen, hochrangig angelegten Grundlagenwerk zum „Neuen Europa“ von 1941 plädiert er dafür, dass kleinere Länder sich an die wirtschaftlichen Bedürfnisse von „Kernländern“ (z. B. Deutschland) eines „Großraums“ anlehnen. Die deutsche Macht in Produktion und Konsumtion wirke demnach „stabilisierend“, die kleineren Länder könnten dann besser mithalten. Die oftmals „künstlich“ entstandenen Länder in Südost-Europa (genannt „staatliche Gebilde“) würden sich unter deutscher Führung „lebensräumlich“ organisieren. Diese Neuordnung werde den Völkern im Rahmen einer „Gesamtordnung“ eine Entwicklung erlauben. Eine solche künftige Europäische Wirtschaftsgemeinschaft diene vor allem der „Wehrhaftigkeit“, also dem Krieg.
Bereits in den 1920er-Jahren wandte sich Predöhl auch der verkehrspolitischen Forschung zu. 1930 veröffentlichte er ein Werk über die Rheinschifffahrt; dies mündete dann nach dem Krieg in das damalige Standardwerk zur Verkehrspolitik.

## Ehrungen
- Péter-Pázmány-Medaille der Universität Budapest (1940)
- Wissenschaftlicher Beirat und stellvertretender Vorsitzender der Gesellschaft für europäische Wirtschaftsplanung und Großraumwirtschaft (1942)
- Kriegsverdienstkreuz (1939) 2. Klasse (Mai 1942), 1. Klasse (September 1944)[9]
- Ehrenpräsident des Wirtschaftswissenschaftlichen Clubs am IfW (1953)
- Verdienstorden der Bundesrepublik Deutschland, Großes Bundesverdienstkreuz (1963)
- Ehrendoktorwürde (Dr. iur. h. c.) der Universität Kiel (1963)
- Stern zum Großen Bundesverdienstkreuz (1968)

## Schriften (Auswahl)
- Die Deutsche Rheinschiffahrt – Gutachten der Rhein-Kommission über die Lage der Rheinschiffahrt und der in ihr beschäftigten Arbeitnehmer. Berlin 1930.
- Staatsraum und Wirtschaftsraum. In: Weltwirtschaftliches Archiv. Bd. 39, 1934, S. 1–12.
- Von der alten zur neuen Weltwirtschaft. In: Wirtschaftsdienst. Bd. 25, 1940, S. 1046–1050.
- Die praktischen Aufgaben der deutschen Wirtschaftswissenschaft und das Institut für Weltwirtschaft an der Universität Kiel. In: Deutschlands Erneuerung. Bd. 24, 1940, S. 31–38.
- Großraum, Autarkie und Weltwirtschaft. In: Das neue Europa. Beiträge zur nationalen Wirtschaftsordnung und Grossraumwirtschaft. Hrsg. von der Gesellschaft für europäische Wirtschaftsplanung und Großraumwirtschaft, Dresden 1941, S. 158–166.
- Das Problem des wirtschaftlichen Lebensraumes. Bulgarisch-deutsches Akademikertreffen vom 8.–14.10.1941 in Leipzig. In: Jahrbuch des Auslandsamtes der Deutschen Dozentenschaft. H. 1, 1941, S. 111–116.
- Rede anläßlich der Rektoratsübernahme am 30. Januar 1942. In: Kieler Blätter. Veröffentlichung der Wissenschaftlichen Akademie des NS-Dozentenbundes der Christian Albrechts-Universität. Bd. 1, 1942, S. 1–12.
- Wirtschaftswissenschaft als politische Wissenschaft. In: Frontsoldatenbriefe der Rechts- und Staatswissenschaftlichen Fakultät. Heft 9, Dezember 1943 (Einsehbar in: Deutsche Zentralbibliothek für Wirtschaftswissenschaften, Signatur: YY 3116).
- Außenwirtschaft. Weltwirtschaft, Handelspolitik und Währungspolitik. Vandenhoeck & Ruprecht, Göttingen 1949 (2. Auflage 1971).
- Verkehrspolitik. Vandenhoeck & Ruprecht, Göttingen 1958 (2. Auflage 1964).
- Das Ende der Weltwirtschaftskrise – Eine Einführung in die Probleme der Weltwirtschaft. Rowohlt, Reinbek bei Hamburg 1962.
- Probleme und Phasen der Kennedy-Runde, Hoffmann und Campe, Hamburg 1966.
- Los límites de la economía matemática. In: Estudios económicos, Jg. 5 (1966). Heft 9/10, S. 1–12.
- Gustav Cassel, Joseph Schumpeter, Bernhard Harms. Drei richtungsweisende Wirtschaftswissenschaftler. Vandenhoeck & Ruprecht, Göttingen 1972, ISBN 3-525-13137-2.